# Premier Empire (nouvelle)
Pour les articles homonymes, voir Premier Empire (homonymie).
Premier Empire est une nouvelle de science-fiction de Francis Carsac (pseudonyme de François Bordes).

## Publications

### Publications en France
La nouvelle a été publiée en France :
- dans le magazine Fiction, n°74, OPTA, janvier 1960 ;
- dans l'anthologie Le Grandiose Avenir, éditions Seghers, 1975 ;
- dans l'anthologie Les Mondes francs, tome hors-série de La Grande Anthologie de la science-fiction (1988) ;
- dans l'anthologie Francis Carsac - Œuvres complètes - 2, éd. Lefrancq-Claude, 1997  (ISBN 2-87153-459-4) ;
- dans l'anthologie Jana des couloirs, éditions Eons, 2006  (ISBN 2-7544-0109-1).

### Autres publications
La nouvelle a été publiée :
- en Espagne sous le titre Primer imperio (1971) ;
- en Russie sous le titre Первая империя (1993).

## Résumé
Dans un futur très lointain et indéterminé, les historiens ont mis au jour, depuis quelques décennies, des « archives » jadis écrites par les Anciens et datant de la fin du deuxième millénaire et du début du troisième millénaire, faisant état des conquêtes spatiales réalisées par l’humanité. D'après les documents historiques retrouvés, l'humanité a conquis les étoiles grâce au voyage dans l'hyperespace et, après diverses guerres contre des espèces aliens, est parvenu à créer un grand Empire spatial. Puis survint la Décadence, et diverses guerres qui ont ravagé la Terre.
Les historiens et les scientifiques tentent de découvrir les Grands Secrets des Anciens, et notamment le plus important de tous, celui du voyage dans l'hyperespace. Trois scientifiques (Jan Dupon, Will Lewis, Stan Kowalski) exhument une bibliothèque remplie de livres, qu'ils examinent avec soin. Et, surprise, on découvre grâce à un exemplaire d'Astounding Science Fiction que les « archives » découvertes jusque-là n'étaient que des romans, des écrits de fiction. Mais qu'est-ce qu'un récit de fiction, si ce n'est un mensonge éhonté ? Comment une civilisation a-t-elle pu se développer sur le mensonge ? 
Cette découverte déconcerte tellement les chercheurs qu'ils se demandent s'ils doivent la rendre publique ou la taire. On apprend dans le dernier paragraphe de la nouvelle que d'autres chercheurs, « en suivant les enseignements des Anciens », sont parvenus à envoyer un engin grâce au voyage dans l’hyperespace, si bien que le Second Empire de l’humanité va débuter. Rares sont ceux qui savent qu'en fait, ce sera le vrai Premier Empire qui va commencer…